# 빌헬름 마이스터의 수업시대

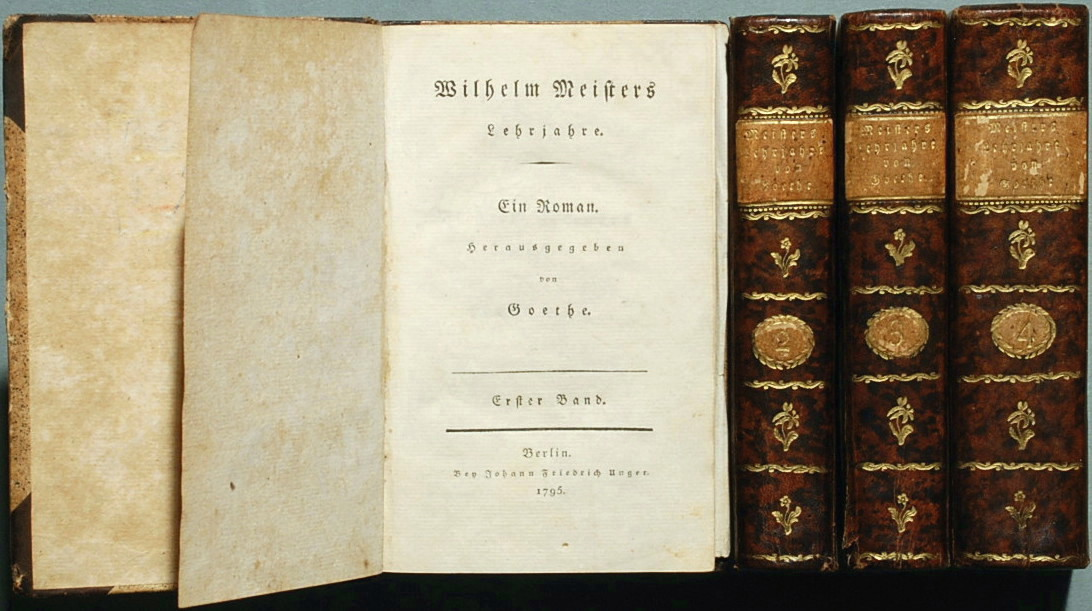
첫쇄본의 표지 및 괴테 당시의 다른 인쇄본들

《빌헬름 마이스터의 수업시대》(독일어: Wilhelm Meisters Lehrjahre)는 요한 볼프강 폰 괴테의 두 번째 장편 소설이다.
초고는 <빌헬름 마이스터의 연극적 사명>(1777년 - 1786년, 1909년 발견)이라 불리던 미완성의 연극소설이었으나 괴테는 이탈리아 여행 후 실러의 권유에 따라 이것을 주인공의 자기 형성과정을 묘사한 교양 소설로 완성시켰다.

## 개요
'수업시대'라는 명칭은 독일 중세의 직인 조합에서 유래하며 직인이 되려면 우선 스승 밑에서 도제로서 수업을 쌓고 이어 직인으로 편력하면서 기술과 인격을 닦아야 비로소 마이스터로 독립할 수가 있었다. 주인공인 빌헬름은 유복한 상인의 자제였으나 연극에 열중하여 유랑극단에 몸을 의탁한다. 그는 이것을 계기로 넓은 세상으로 뛰쳐 나가 갖가지 인간관계의 와중에 휩쓸려 실패를 거듭하면서도 인생의 여러 가지 양상을 체험하여 드디어 하나의 어엿한 인간이 되는 토대를 쌓아올린다는 것이다.
빌헬름은 연극에서 여러 번의 실패를 경험한 후, 세상에 나가 더 많은 실패를 겪으며 단단한 인간으로 성장해가는 과정을 방랑의 단계(Wanderstrufe) - 내면화를 위한 성숙단계(Reifestufe zur Verinnerlichung) - 현세적 낙원단계(irdische Paradiesestufe)로 나누어 제시한다.
빌헬름의 교양이 완성된 모습은 《빌헬름 마이스터의 편력시대》를 기다리지 않으면 안 되나 이 작품은 괴테 자신의 체험을 배경으로, 유년시대에서 연극에 친근하기까지 방황을 거쳐 바이마르 전기의 실생활에 도달하는 경로를 나타내고 있다.

## 기원
이 작품은 1770년대에 시작되었다. 작품의 초기 버전은 괴테의 생애 동안에는 출판되지 않았고, 20세기 초에 발견되어, 《빌헬름 마이스터의 연극적 사명》(Wilhelm Meisters theatralische Sendung)이라는 이름으로 출판되었다. 《빌헬름 마이스터의 수업시대》가 1790년 중반에 완성되었을 때, 이는 괴테의 절친한 친구이자 협력자인 프리드리히 쉴러의 격려와 비판을 통해 발전하여 완성된 모습을 갖추었다. 《빌헬름 마이스터의 편력시대》(수업시대의 속편)는 이미 1790년대에 계획되었으나, 1821년까지 초판이 나타나지 않았고, 이는 1829년까지 계속되었다.

## 장르
이 소설은 이후 쓰여진 교양소설의 모범으로 간주된다.
앤드류 크러미에 따르면, “《빌헬름 마이스터의 수업시대》는 고전적인 성년의 이야기, 혹은 형성소설과는 매우 다르다. 문학, 철학에서 정치학에 이르기까지의 다양한 분야를 포함하는 교육과 환멸에 관한 이야기를 하는 걸작이다.”

## 분석
작품은 각각의 삶의 단계들에서 발생하는 문제와 과제들을 보완과 배제, 성공과 실패를 통해 경험하여 다양한 삶의 양상들을 결국에는 극복하며 세상과 화해하는 모습을 제시한다. 바로 고전주의의 이상인 ‘조화로운 인간상’을 구현하고자 한다.
작품에 대한 프리드리히 슐레겔의 다음과 같은 견해는 이 소설이 갖는 의미를 가장 극명하게 드러내준다.
“프랑스 대혁명과 피히테의 인식론, 괴테의 「마이스터」는 이 시대의 가장 큰 흐름을 보여주는 경향이다. 이것들을 이렇게 나란히 두는 것에 동의하지 않는 자, 소리가 크지 않고 물질적이지 않은 혁명을 중요시 하지 않는 자는 인류역사의 드높고 광대한 지점에 오르지 못한 자이다.”
밀러(R. D. Miller)는 작품에서 나타나는 ‘유산’에 대하여 이야기하며, 이는 괴테가 자신의 성숙한 고전적 이상을 표현했음을 말한다. 한 개인이 스스로 일반적인 사실에 자신을 편입시킨다는 관점에서는 자아를 포기하는 것이 수반되어야 하기 때문에, 일반적으로 불필요하다는 것을 주장한다.

## 영향
소설은 유럽 문학에 큰 영향을 미쳤다. 낭만주의 비평가이자 이론가인 프리드리히 슐레겔은 이 작품의 중요성을 프랑스 혁명에 피히테의 철학서의 기여도와 견줄 수 있음을 강조했다. 또한 독일의 근대소설은 모두 이 작품의 영향을 받았기에 이 작품의 영향력이 막강함을 알 수 있다.